# 1921 en journalisme

## Naissances

### Février
- 25 février :
  - Pierre Laporte, avocat, journaliste et homme politique québécois († 17 octobre 1970).
  - Jacques Marchand, journaliste sportif français († 24 octobre 2017).

### Avril
- 2 avril : France Roche, journaliste française († 14 décembre 2013).

### Juin
- 9 juin : Jean Lacouture, journaliste, historien et écrivain français († 16 juillet 2015).

### Juillet
- 9 juillet : Albert Ducrocq, journaliste et écrivain français, pionnier de la cybernétique († 22 octobre 2001).
- 21 juillet : Max Petit, journaliste français († 27 février 1981).
- 29 juillet :Guillermo Patricio Kelly, activiste, journaliste et homme politique argentin († 1er juillet 2005).

### Août
- 10 août : Bohdan Tomaszewski, journaliste et écrivain polonais († 27 février 2015).
- 25 août : Monty Hall, acteur et journaliste († 30 septembre 2017).

### Septembre
- 27 septembre : Philippe de Baleine, journaliste et écrivain français († 7 juin 2018).

### Octobre
- 17 octobre : Joseph Pasteur, journaliste et présentateur de télévision français († 3 avril 2011).

### Novembre
- 19 novembre : Henri de Turenne, journaliste et scénariste français († 23 août 2016).
- 29 novembre : Christine de Rivoyre, journaliste, écrivaine et scénariste française († 3 janvier 2019).